# جورج هنري شامبرلين
جورج هنري شامبرلين (بالإنجليزية: George Henry Chamberlain)‏ هو محامي وشخصية أعمال أمريكي، ولد في 21 يونيو 1862 في Grafton Township, Lorain County, Ohio ‏ في الولايات المتحدة، وتوفي في 3 مارس 1943 في إليريا في الولايات المتحدة.